# Bijlhouwerstoren

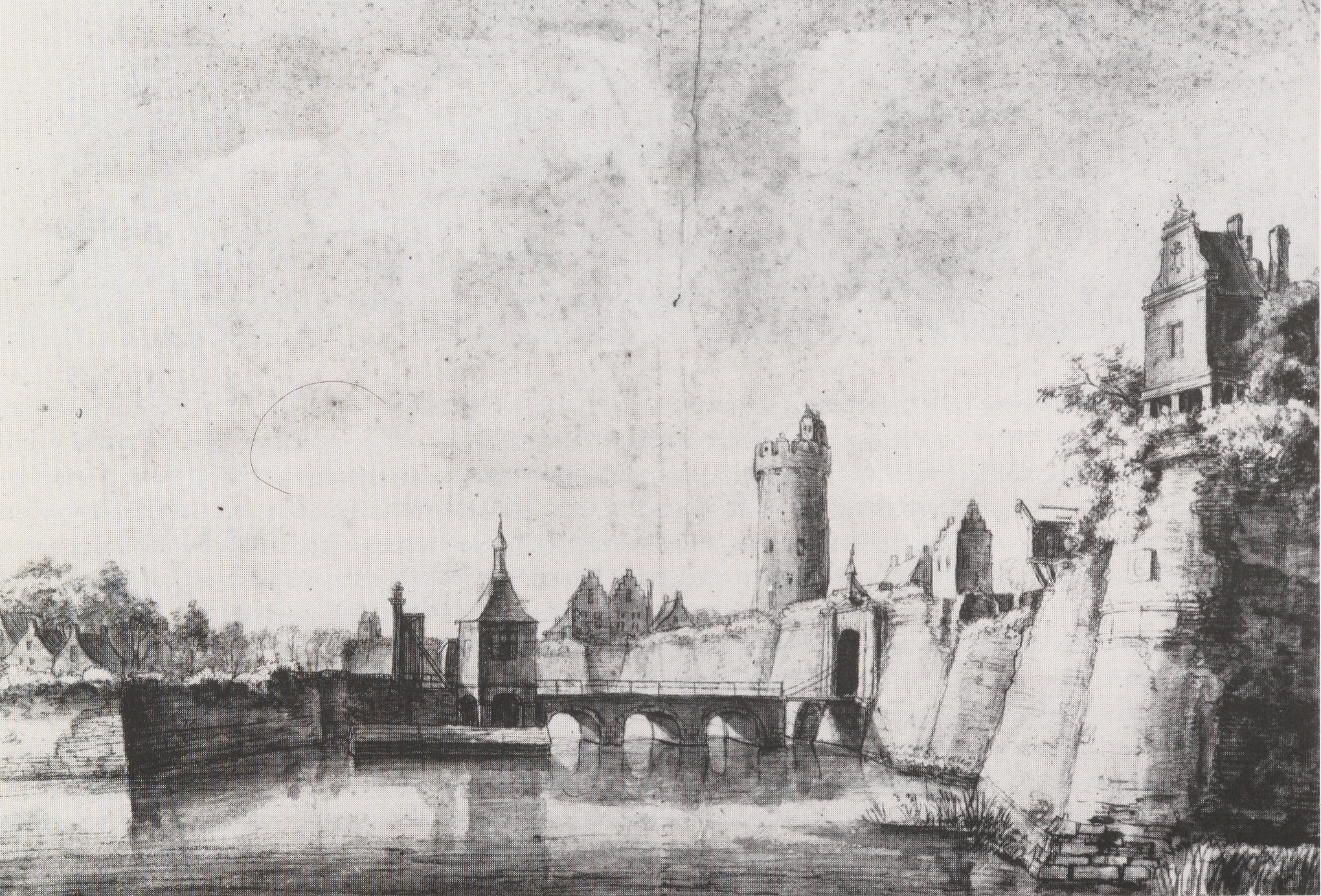
Bijlhouwerstoren aan de stadsmuur, rond 1670

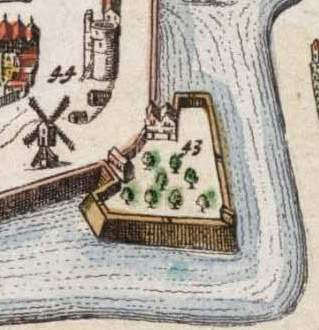
Uitsnede uit een 17e-eeuwse kaart met de Bijlhouwerstoren (nummer 44), bolwerk Sterrenburg (nummer 43), de stadsmuur en verdedigingsgracht zichtbaar (oost ligt boven in de kaart).

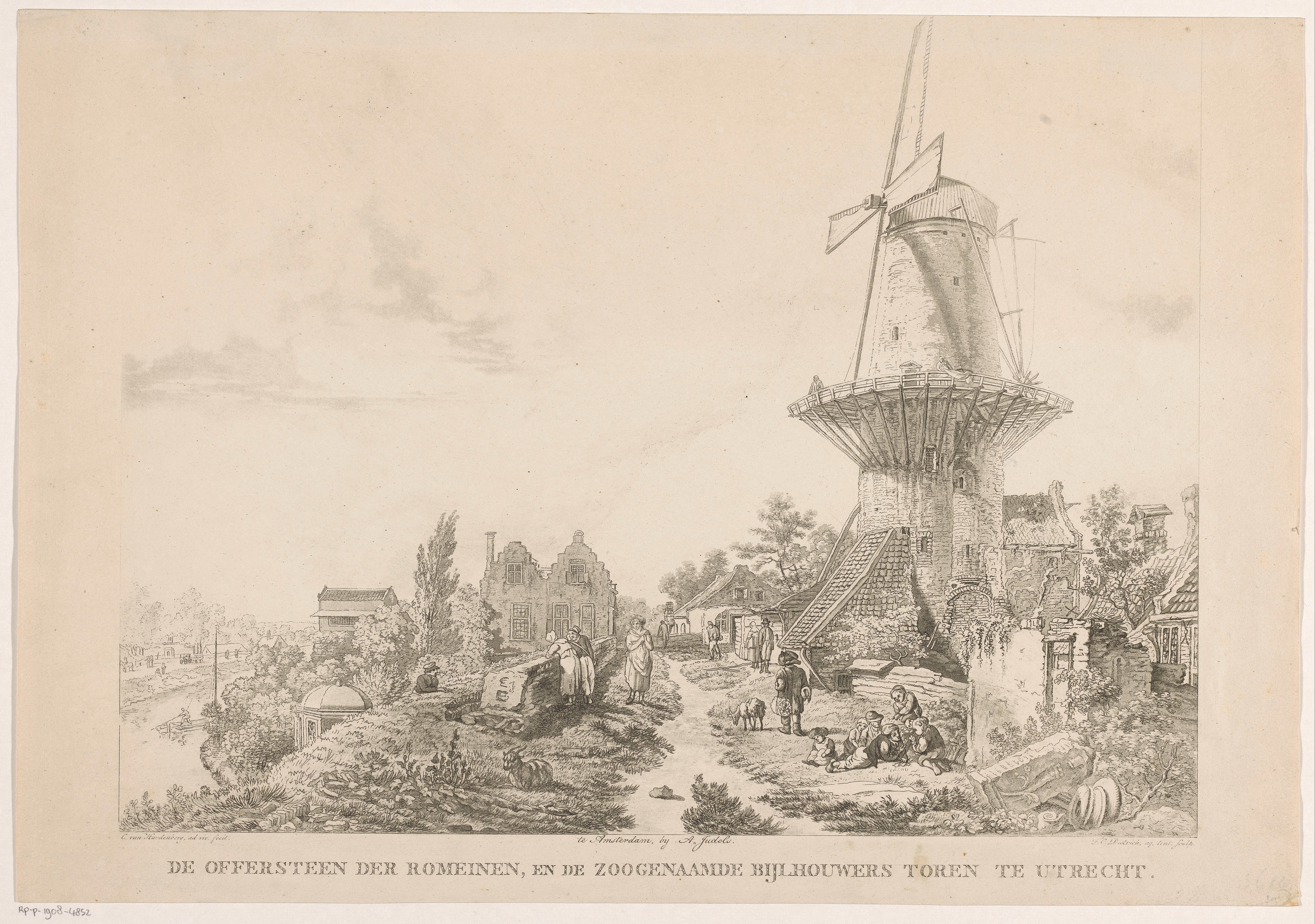
Offersteen der Romeinen en de Bijlhouwerstoren in Utrecht, 1789 - 1843

De Bijlhouwerstoren was een toren aan de stadsmuur van Utrecht op het bolwerk Sterrenburg. De toren stamde uit de middeleeuwen en heette oorspronkelijk Toltoren. Hij werd gebouwd om de tolbetalingen bij de Tolsteegpoorten te controleren. De toren werd bewaakt door het gilde der bijlhouwers (timmerlieden en houtbewerkers) en nam later deze naam aan. Toen de stadsmuur in de zestiende eeuw naar het zuiden werd verplaatst, kwam de toren achter de muur te staan. Nadat een voorstel uit 1537 om de toren te verlagen niet werd uitgevoerd, werd de toren in 1694 verbouwd tot windmolen. De molen werd gebruikt voor het pellen van gerst en de bereiding van gort. In het begin werd gepoogd ook graan te malen maar het molenaarsgilde hield dit tegen omdat het concurrentie vreesde. De torenmolen werd in 1872 afgebroken, enkele decennia na de start van de aanleg van het Zocherpark. Ter plaatse werd aan de Bijlhouwerstraat (vroeger de Halve Kous) het Fysisch Laboratorium gebouwd. Ook de straatnaam Pelmolenplantsoen herinnert nog aan de torenmolen.